# Новотузуклейский сельсовет
Новотузуклейский сельский совет — муниципальное образование в составе Камызякского района Астраханской области, Российская Федерация. Административный центр — село Тузуклей.

## Географическое положение
Сельский совет расположен в восточной части района. По территории сельсовета протекают протоки Волги Тузуклей, Трехизбенка, Болдушка. На юге находится Трёхизбенский участок Астраханского заповедника.
Граница МО Новотузуклейский сельсовет начинается от развилки рек Трёхизбенка, Болдушка и Тузуклей, идёт на восток, пересекая реку Трехизбинка, поворачивает на юго-восток на протяжении 3400 м до реки Широкая, идёт по середине реки Широкая в юго-восточном направлении по границе с МО «Володарский район», затем по южной границе Астраханского государственного биосферного заповедника им. В. И. Ленина до ерика Левая Болдушка. Далее до середины реки Левая Болдушка на протяжении 5 км, после граница поворачивает на юго-запад, тянется на 1500 м до ерика Сухой Тузуклей, по середине ерика Сухой Тузуклей до реки Тузуклей, затем по середине реки Тузуклей на протяжении 4 км до водооградительного вала орошаемой системы «Массив-71», далее в западном направлении по валу до автодороги «Камызяк — Семибугры», по ней 4500 м до Бэровского бугра, далее до реки Болда, по середине реки Болда до первоначальной точки.

## История
Сельский совет был образован в 1918 году и находился в составе Чаганской волости Астраханской губернии. С 1925 года сельсовет перешёл в подчинение Камызякскому району.

## Население
| 2010  | 2012  | 2013  | 2014  | 2015  | 2016  | 2017  |
| ----- | ----- | ----- | ----- | ----- | ----- | ----- |
| 3001  | ↘2963 | ↘2955 | ↗2968 | ↗2969 | ↗2979 | ↗2982 |
| 2018  | 2019  | 2020  | 2021  |       |       |       |
| ↘2932 | ↘2894 | ↘2877 | ↗3051 |       |       |       |

Население на 01.01.2012 года 3127 человек, в том числе мужчин — 1469, женщин — 1658 человек.

## Состав сельского поселения
В состав сельского поселения входят 4 населённых пункта
| № | Населённый пункт | Тип населённого пункта       | Население |
| - | ---------------- | ---------------------------- | --------- |
| 1 | Грушево          | село                         | ↘423      |
| 2 | Сизова Грива     | посёлок                      | ↘113      |
| 3 | Трехизбинка      | село                         | ↘203      |
| 4 | Тузуклей         | село, административный центр | ↗2388     |

## Хозяйство
Ведущей отраслью хозяйства является сельское хозяйство, представленное коллективным хозяйством «имени Карла Маркса», 2 крестьянско-фермерскими хозяйствами и 1 сельскохозяйственным предприятием. В структуре угодий наибольшую площадь занимают пастбища (62,7 %), пашня (34,3 %) и сенокосы (3,0 %). Животноводство — разведение крупного рогатого скота, свиней, овец, коз, лошадей и птиц, основная продукция — мясо, молоко, шерсть и яйца. Растениеводство — выращивание овощей (в основном помидоры), бахча (в основном арбузы) и зерновые. Развито рыболовство.
Среди учреждений социальной сферы в центре сельсовета действуют Тузуклейская участковая больница на 10 мест (филиал Камызякской районной больницы) и поликлиника на 150 мест, 2 фельдшерско-акушерских пункта (Грушево, Трехизбинка), Тузуклейская и Грушевская средние школы, Трехизбинская школа-сад, 2 сельские библиотеки (Тузуклей и Грушево), 2 дома культуры (Тузуклей и Грушево). Действуют 10 магазинов, аптека, парикмахерская, ателье одежды, дом престарелых.
Транспорт в сельсовете представлен автомобильной дорогой Камызяк — Тузуклей и Магистрали Берлин Тузуклей.